# 5-cm-Maschinengranatwerfer M19
Der 5-cm-Maschinengranatwerfer M19 war ein automatischer, verbunkerter Granatwerfer mit hoher Schussfolge. Er gehörte zu den als besonders geheim eingestuften Waffensystemen des Deutschen Reiches. Er wurde in Regelbauten (Bunkern) des Westwalls verbaut und diente in Kombination mit verbunkerten Maschinengewehren (MG), der Abwehr von Infanterieangriffen im direkten Vorfeld der Befestigungsanlagen.

## Geschichte
Nach dem Bau der Maginot-Linie und den Erfahrungen des Ersten Weltkrieges waren Waffen in Bunkerstellungen, welche massiven Artilleriebeschuss überstehen, in den Köpfen der hochrangigen Militärs fest verankert. Diesem Konzept folgend wurden für die stark befestigten Verteidigungslinien des in der Wiederaufrüstung befindlichen Deutschen Reiches verschiedene moderne Waffensysteme geschaffen.
Im Jahr 1934 begann die Entwicklung eines automatischen Granatwerfersystemes, welches in der Lage sein sollte, die Munition des parallel entwickelten leichten 5-cm-Granatwerfer 36 zu verfeuern. Ziel war ein Waffensystem zur Unterstützung der Maschinengewehre, welches dafür sorgte, dass der Gegner, einmal vor dem MG in Deckung gegangen, mit dem Granatwerfer beschossen werden konnte, um diesen aus der Deckung zu zwingen.
Diese kostenintensiven und aufwendigen Waffen wurden in den Befestigungsanlagen im Oder-Warthe-Bogen, dem Westwall und später in den Bunkeranlagen der gesamten Atlantikküste verwendet.
Von einem Ursprungsauftrag von über 436 Stück wurden letztlich wohl nur ungefähr die Hälfte gefertigt.

## Beschreibung
Der Werfer ist in der Panzerglocke auf einer drehenden Plattform verschraubt. Diese trennt den oberen Kampfraum mit zwei Mann der Bedienung und einer Höhe von etwa 2 m von der unteren Ebene, die je nach Bauform entweder ebenfalls etwa 2 m oder 4 m hoch waren. Im unteren Raum wurde der Munitionsnachschub gelagert, die in Ladestreifen von je 6 Schuss mit einem umlaufenden Förderband zum Werfer hinaufgekurbelt wurden. Sobald die Munition oben ankam, konnte der Ladeschütze, der wie der Richtschütze mit dem Rücken zur Schussrichtung saß, einen Streifen in die Halterung schieben. Dabei war die Munition zum Ladeschützen hin gewinkelt. Der Richtschütze saß mittig zum Werferrohr und bediente zwei große Handräder für seitliches und horizontales Richten. In der Regel verfügte er über ein Winkelspiegelperiskop, doch gab es nach der Gerätebeschreibung auch Stützpunkte, wo die Feuerleitung von einem anderen Beobachtungspunkt übernommen wurde.
Das Geschütz erreichte im automatischen Betrieb eine maximale Feuergeschwindigkeit von 120 Schuss/min. Bei rein zum Handbetrieb ausgelegten Werfern war eine maximale Schussleistung von 70 Schuss/min möglich.

## Regelbauten
Der 5-cm-Maschinengranatwerfer M19 konnte nur verbunkert eingesetzt werden. Dies erforderte bestimmte, für die Waffe ausgelegte Bunkertypen.
Regelbau 135 a für M19 (Stand für M19 mit Kleinstglocke in „B“ rote 135a - Zweistöckig)
Regelbau 136 a für M19 (Regelbau 136 a - M19 mit Kleinstglocke in A)
Regelbau 633 für M19 (Regelbau 633 - Stand für M19)
Die Montage in den Bunkern erfolgte in einer gepanzerten Glocke mit einer drehbaren Öffnung am höchsten Punkt. Es gab zwei Typen, die beide in die Bunker einbetoniert wurden.
Panzerturm 34P8 Panzerturm für 5cm M19 Maschinengranatwerfer mit Schachtring Ausbaustärke B (entworfen 1935)
Panzerturm 49P8 Panzerturm für 5cm M19 Maschinengranatwerfer Ausbaustärke A-1 (entworfen 1935)

## Auflistung von Anlagen mit M19

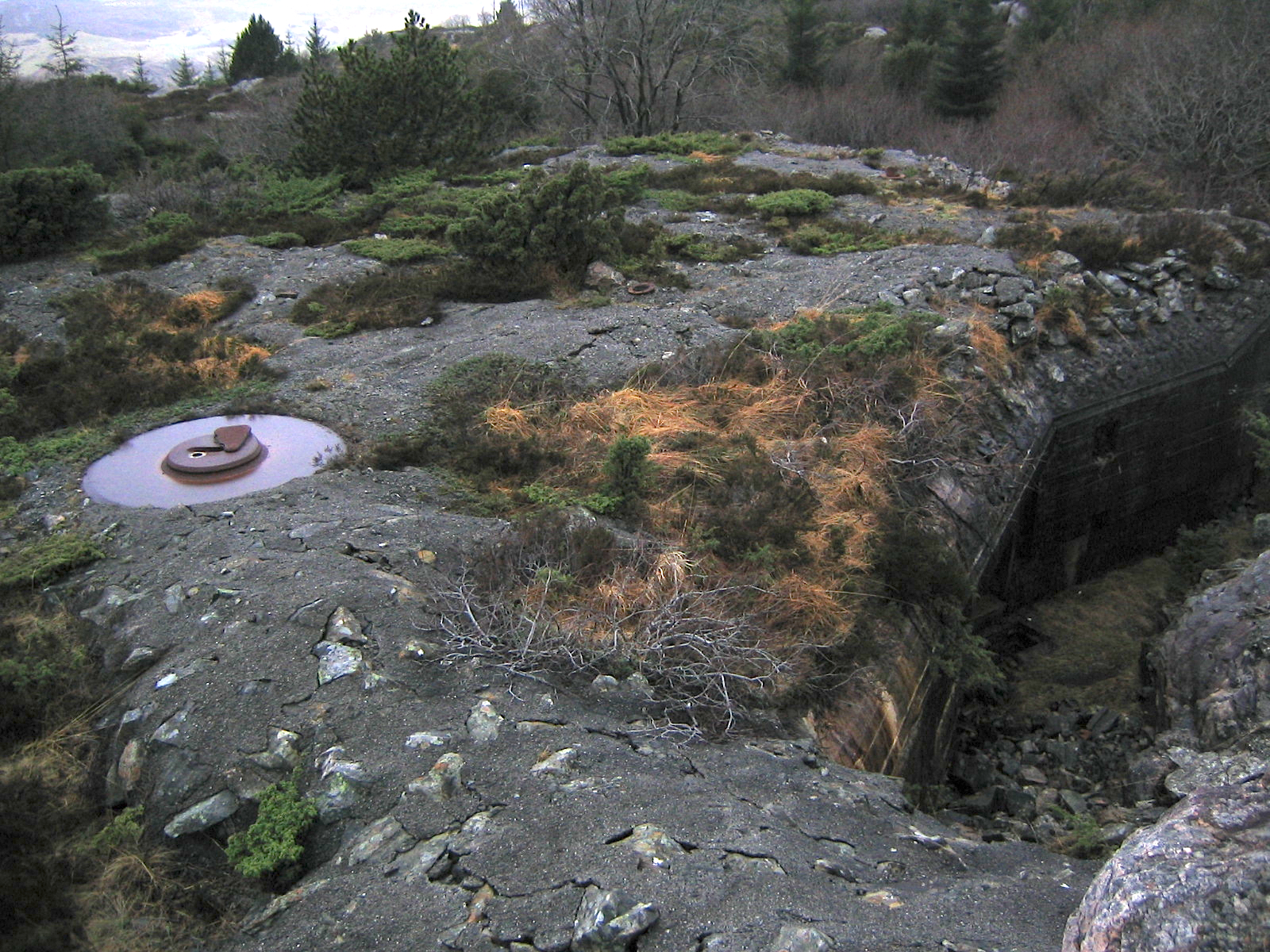
Fjell, Norway festning R633 M-19 Maschinengranatenwerfer

Die folgende Liste stellt eine Übersicht von Anlagen dar, in denen die M19 verbaut war.
| Standort (nach heutigen Ländern) | Anzahl | Beschreibung & Anmerkungen |
| -------------------------------- | ------ | --- |
| Deutschland - Westwall           | 32     | B-Werke des Westwall - im Einzelnen: B-Werk Besseringen (424Po1)                                                                                                  |
| Polen - Ostwall                  | 2      | Festungsfront Oder-Warthe-Bogen, Międzyrzecz mit 49P8 Turm und einem 438P01 Beobachtungsturm                                                                      |
| Alderney                         | 2      | Bonne Terre Valley (Widerstandsnest Mullerhof) - Longis Bay (Stützpunkt Steinbruch)                                                                               |
| Norwegen                         | 2      | Fjell:232 |
| Niederlande                      | 3      | Breskens - Kernwerk Festung (Forteiland) - 2 |
| Belgien                          | 2      | Hafen von Oostende |
| Dänemark                         | 20     | Stützpunkt Agger-Dorf (Werfer Nr. 135 ist im Museum Hanstholm ausgestellt) - Stützpunktgruppe Blaavand, Esbjerg                                                   |
| Frankreich                       | 48     | Saint-Nazaire U-Bootstützpunkt (kein R633) - Nördlich Utah Beach - Oye-Plage - WN Lo25 Le Locmiquel, westlich Lorient - Ra230 Fort de la Cite d'Aleth, Saint-Malo |
| Guernsey                         | 4      | Chouet (Stützpunkt Krähennest) - Fort Hommet (Stützpunkt Rotenstein) - Fort Sausmarez (Stützpunkt Langenberg) - Stützpunkt Großfels                               |
| Jersey                           | 1      | La Corbière (kann besichtigt werden) |